# Lechytia sini
Espèce
Lechytia sini est une espèce de pseudoscorpions de la famille des Lechytiidae.

## Distribution
Cette espèce est endémique des États-Unis. Elle se rencontre en Floride et au Texas.

## Publication originale
- Muchmore, 1975 : The genus Lechytia in the United States (Pseudoscorpionida, Chthoniidae). Southwestern Naturalist, vol. 20, no 1, p. 13-27.